# Rui Resende
Rui Resende (Araguari, 18 novembre 1937) è un attore brasiliano.

## Biografia
Accreditato anche Ruy Rezende oppure Rui Rezende, ha svolto innumerevoli ruoli cinematografici e televisivi. Tra le telenovelas a cui ha preso parte, si devono citare Roque Santeiro, dove ha impersonato il memorabile professore Astromar Junqueira, e Samba d'amore, in cui ha condiviso molte scene con Sônia Braga. Resende e la Braga hanno lavorato insieme anche al cinema, sia in Donna Flor e i suoi due mariti sia nella produzione hollywoodiana Il dittatore del Parador in arte Jack.
Artisticamente attivo fino al 2014, dal 2019 vive nel Retiro dos Artistas di Rio de Janeiro, a causa di problemi fisici ed economici. 

## Filmografia

### Film
- O Segredo dos Diamantes (2014)
- E a vida continua (2012)
- Garcia (2010)
- Encarnação do Demônio (2007)
- O Homem que Desafiou o Diabo (2007) .... Sesyom
- A Grande Família - O Filme (2007) .... portiere (2007)
- Noel - Poeta da Vila (2006) .... Pai de Noel
- O Amigo Dunor (2005)
- O Veneno da Madrugada (2004)
- Narradores de Javé (2003) .... Vado
- Tiradentes (1999) .... Malheiros
- Amor & Cia (1998) .... Alves
- Menino Maluquinho 2 - A Aventura (1998) .... Zé
- Kuarup (1989) .... Hosana
- Fábula de la Bella Palomera (1988)
- Il dittatore del Parador in arte Jack (1988)
- Fogo e Paixão (1988)
- A Difícil Viagem (1983)
- A Gostosa da Gafieira (1981)
- Insônia (1980)
- O Escolhido de Iemanjá (1978)
- O Desconhecido (1977)
- Barra Pesada (1977)
- Donna Flor e i suoi due mariti (1976) .... Cazuza
- O Pistoleiro (1976) .... Fala Fina
- O Casal (1975) .... Melquíades
- Motel (1974)
- Jogo da Vida e da Morte (1972) .... Reinaldo

### Telenovelas e miniserie
- 2011 - A Grande Família (episodio: "Vide Bula") .... Libório
- 2011 - Zorra Total
- 2008 - Casos e Acasos (episodio: "A volta, a cena e as férias") .... Luiz
- 2008 - A Favorita .... Pereira
- 2006 - Bang Bang .... Jack Label
- 2005 - A Grande Família (episodio: "Seu Popozão Vale Um Milhão") .... Fonseca
- 2004 - Sob Nova Direção (episodio: "O Casamento do Meu Melhor Inimigo")
- 2004 - Carga Pesada (episodio: "A Gente Chega Lá") .... Zé Carreteiro
- 2004 - Um Só Coração .... Blaise Cendrars
- 2000 - Vento di passione (Aquarela do Brasil) .... Gastão
- Você Decide
  - 1999 - Numa Sexta-Feira 13: Parte 2
  - 1999 - Numa Sexta-Feira 13: Parte 1
  - 1993 - Chofer de Táxi
- 1998 - Meu Bem Querer.... Elias
- 1996 - Caça Talentos .... Júpiter da Silva
- 1994 - Incidente em Antares .... Menandro Olinda
- 1994 - Memorial de Maria Moura .... Damião
- 1992 - As Noivas de Copacabana .... Matador
- 1990 - A História de Ana Raio e Zé Trovão .... Bob Lamb (Roberto)
- 1990 - O Canto das Sereias .... Polifemo
- 1990 - Escrava Anastácia .... Bexiga
- 1989 - Kananga do Japão .... Jorge
- 1988 - Olho por Olho .... Eládio
- 1987 - Expresso Brasil ....
- 1986 - Hipertensão .... Vítor Assunção
- 1985 - Roque Santeiro .... Professor Astromar Junqueira
- 1983 - Voltei pra Você .... Curió
- 1983 - Bandidos da Falange .... Mendigo
- 1983 - Parabéns pra Você .... Paixão
- 1982 - Paraíso .... Vadinho
- 1981 - Carga Pesada....
- 1980 - Samba d'amore (Chega mais)  .... Zico
- 1978 - Sinal de Alerta .... Fumaça
- 1978 - Ciranda, Cirandinha .... taxista
- 1978 - O Pulo do Gato .... Olegário
- 1976 - O Casarão .... Abelardo
- 1974 - O Espigão .... Dico
- 1970 - Simplesmente Maria
- 1970 - A Gordinha .... Zequiel
- 1968 - Beto Rockfeller .... Saldanha
- 1968 - Os Tigres
- 1967 - Angústia de Amar .... Chester
- 1966 - Somos Todos Irmãos .... Levy